# Petra Hogewoning

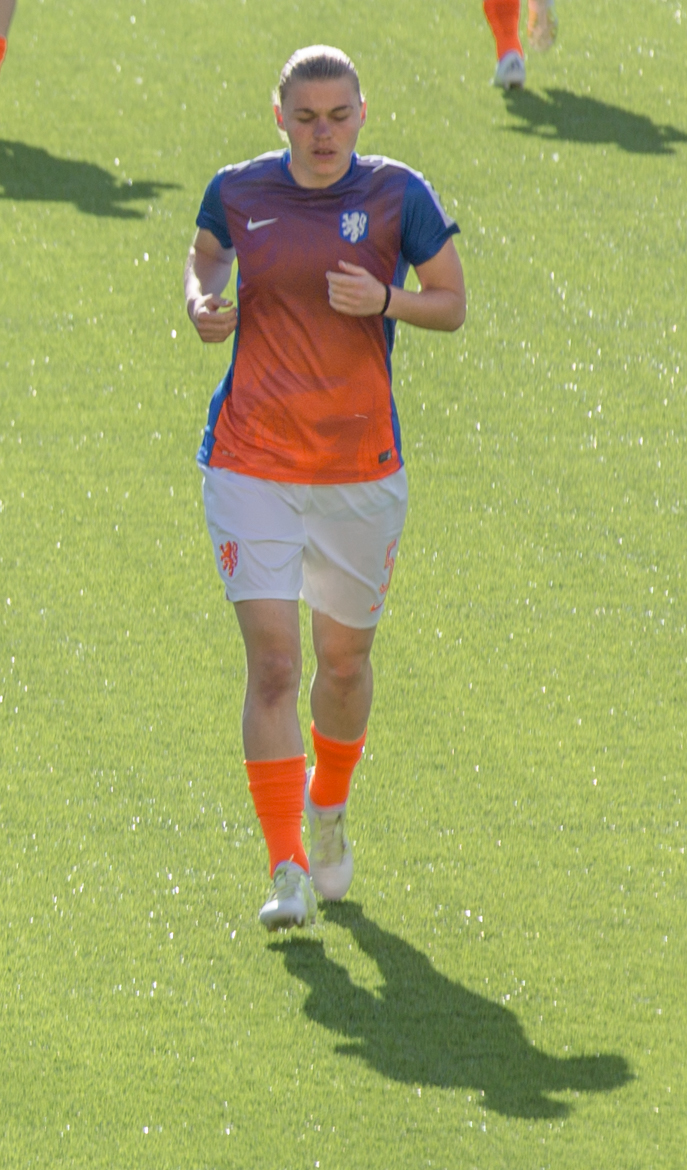
Hogewoning bei der WM 2015

Petra Marieka Jacoba Hogewoning (* 26. März 1986 in Rijnsburg) ist eine ehemalige niederländische Fußballspielerin. 

## Vereinskarriere
Hogewoning begann ihre Laufbahn bei den Rijnsburgse Boys in ihrer Heimatstadt. Mit 17 Jahren wechselte sie in die Hoofdklasse, die damals höchste Frauenspielklasse, zum Niederländischen Meister Ter Leede aus Sassenheim. In ihrer ersten Saison konnte sie 2004 mit ihrem Klub den Meistertitel verteidigen und gewann auch den Super Cup. 2007 feierte die Abwehrspielerin mit Ter Leede das Double aus Meisterschaft und KNVB-Pokal. Nach Gründung der Eredivisie wechselte die Linksverteidigerin 2007 zum FC Utrecht, kam jedoch in der Saison 2007/08 wegen eines Kreuzbandrisses im August 2007 kaum zum Einsatz. Im September 2011 unterschrieb Hogewoning einen Einjahresvertrag beim FCR 2001 Duisburg. Nach dem Ende der Saison 2011/12 verließ sie den Bundesligaverein FCR 2001 Duisburg und wechselte zum neugegründeten Ajax Amsterdam Frauenteam. Im Sommer 2016 beendete sie ihre aktive Karriere, bei den AFC Ajax Vrouwen.

## Nationalmannschaft
Am 6. August 2004 gab Hogewoning ihr Debüt in der Nationalmannschaft. Sie gehörte zum Kader der Niederländerinnen bei der EM-Endrunde in Finnland sowie der WM 2015 in Kanada. Am 17. September 2015 wurde sie beim 8:0 im Freundschaftsspiel gegen Weißrussland zu ihrem 100. Länderspiel eingewechselt. Für die folgenden Spiele, u. a. das Qualifikationsturnier der  UEFA für die Olympischen Spiele 2016, wurde sie dann nicht mehr berücksichtigt.

## Erfolge

### Im Verein
- Niederländischer Meister 2004, 2007 (Ter Leede)
- Niederländischer Pokal 2007 (Ter Leede)
- Niederländischer Supercup 2004 (Ter Leede)

### Mit der Nationalmannschaft
- Teilnahme an der EM-Endrunde 2009

## Abseits des Fußballs
Hogewoning ist Sporttherapeutin für autistische Kinder und Jugendliche.